# 저우커화
저우커화(周克华, 1970년 2월 6일 ~ 2012년 8월 14일)는 중국의 범죄자이다.